# Палозеро (озеро, Вознесенское городское поселение)
Палозеро — пресноводное озеро на территории Вознесенского городского и Винницкого сельского поселений Подпорожского района Ленинградской области.

## Общие сведения
Площадь озера — 0,5 км², площадь водосборного бассейна — 10 км². Располагается на высоте 140,1 метров над уровнем моря.
Форма озера продолговатая: оно почти вытянуто с юго-запада на северо-восток. Берега каменисто-песчаные, преимущественно возвышенные.
Из южной оконечности озера вытекает Павручей (Иавручей), впадающий с правого берега в реку Тукшу, впадающую, в свою очередь, в реку Оять, левый приток Свири.
Населённые пункты и автодороги вблизи водоёма отсутствуют.
Код объекта в государственном водном реестре — 01040100811102000015654.